# Maledivisch-osttimoresische Beziehungen
Die maledivisch-osttimoresische Beziehungen beschreiben das zwischenstaatliche Verhältnis von den Malediven und Osttimor. Die beiden Staaten nahmen am 26. November 2002 diplomatische Beziehungen auf.

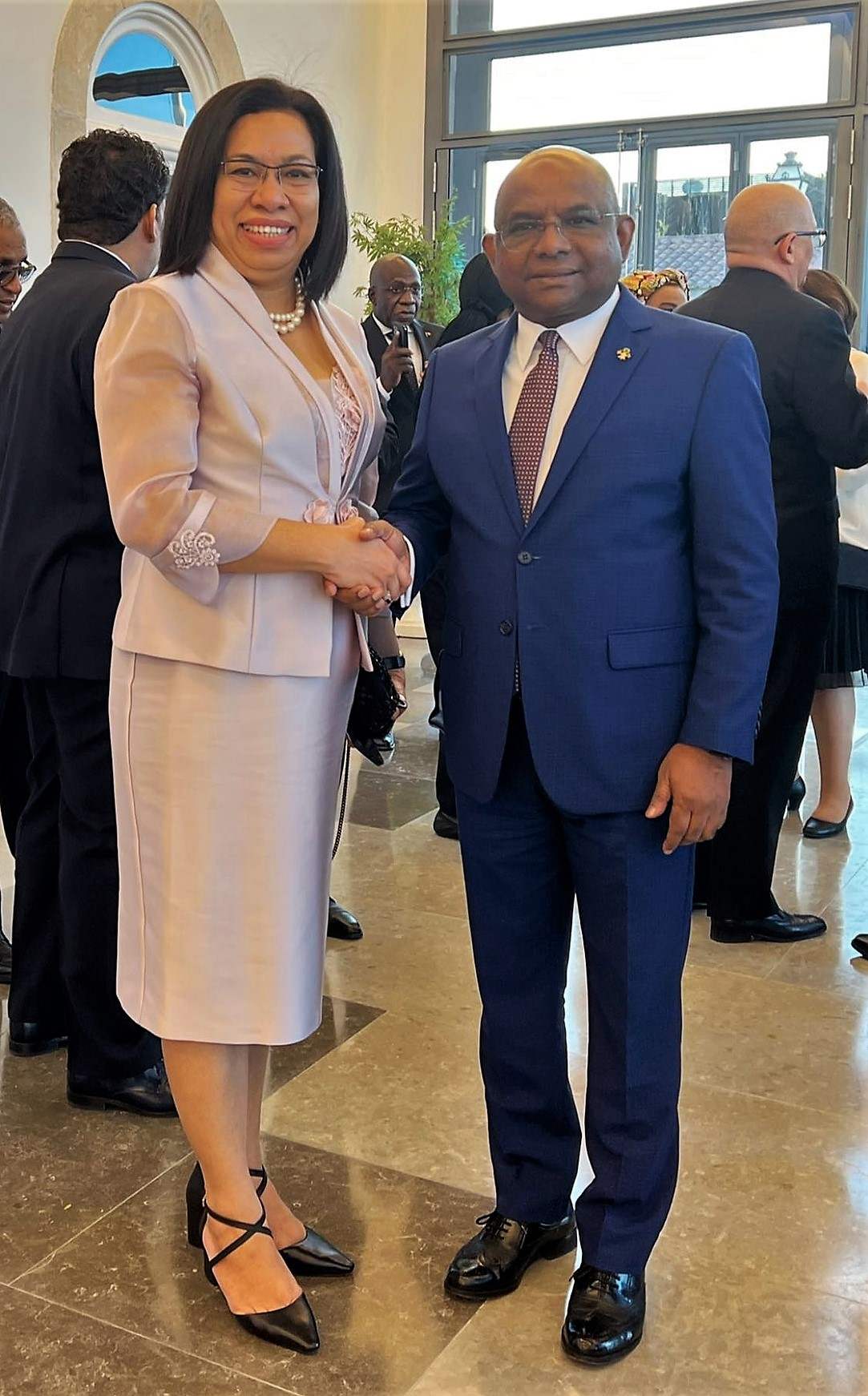
Die Außenminister Adaljíza Magno und Abdulla Shahid (2022)

Weder haben die Malediven eine Botschaft in Osttimor, noch Osttimor eine diplomatische Vertretung auf den Malediven. Beide Staaten sind Mitglied der Bewegung der Blockfreien Staaten und der Gruppe der 77. Am 14. Februar 2010 besuchte der Staatspräsident Osttimors José Ramos-Horta die Malediven.
Staatsbürger Osttimors erhalten bei der Ankunft auf den Malediven ein Einreisevisum. Gleiches gilt für Reisende in die andere Richtung.
Für 2018 registrierte das Statistische Amt Osttimors keine Wirtschaftsbeziehungen zwischen den Malediven und Osttimor.
Am 22. September 2014 trafen die U-23-Fußballnationalmannschaften Osttimors und der Malediven bei den Asienspiele 2014 aufeinander. Sie trennten sich 2:3.